# HIP 38956
HIP 38956 — звезда в созвездии Рыси. Находится на расстоянии 28,1 световых года (8,62 парсек). Относится к красным карликам.

## Характеристики
HIP 38956 представляет собой звезду спектрального класса M4V. HIP 38956 не видна невооружённым глазом, поскольку имеет видимую звёздную величину 12,02. Температура HIP 38956 составляет 3754 кельвинов.